# Scribus
Scribus és una aplicació de codi font obert per a l'autoedició (DTP), generat amb la biblioteca Qt, disponible en versió nativa per a Linux, MacOS i Windows. Amb unes capacitats de disseny de pàgina similars a programes com QuarkXPress, inDesign o Adobe PageMaker. Scribus permet realitzar dissenys i maquetacions de tota mena de documents, com diaris, opuscles, butlletins, cartells i llibres. S'hi poden fer tasques com emplaçar i rotar text i imatges en una pàgina, especificar manualment el kerning de les tipografies, configurar la separació de les síl·labes, incrustar fonts a PDF entre altres possibilitats.
Scribus suporta característiques professionals com separació de colors, CMYK, color ICC, importació i exportació de EPS i creació de PDF amb qualitat comercial que inclouen transparència, encriptació i un gran joc de possibilitats del PDF 1.4 així com PDF/X3, incloent-hi camps de formulari, interactius, etc.
Scribus pot importar la majoria dels formats gràfics essencials a més del SVG. La impressió es fa via el seu driver intern Postcript de nivell 3, incloent-hi suport per a la font que incrusta amb format TrueType, Type 1 i OpenType.
Basat en l'XML, el format de fitxer està plenament documentat. Per a la importació de texts té plena compatibilitat amb l'OpenOffice/LibreOffice, però també es poden importar RFTs, documents .doc de Microsoft Word i formats d'HTML.

## Història
L'alemany Franz Schmid va engegar el projecte d'un programari per a Linux l'any 2000 com a alternativa als existents d'autoedició en el seu Mac personal. En principi l'havia d'anomenar Open Page però, es va decidir per Scribus en referència als escribes oficials de l'antiga Roma.
| Versió   | Data de llançament | tipus           | Comentaris |
| -------- | ------------------ | --------------- | --- |
| 0.3      | 9-juliol-2001      | Desenvolupament | Primer llançament de desenvolupament. |
| 1.0      | 26-juny-2003       | Estable         | Documents PDF interactius, suport complet CMYK. Primera versió estable. |
| 1.2.0    | 28-agost-2004      | Estable         | Primera versió estable de la sèrie 1.2.x.x. |
| 1.2.1    | 1-agost-2005       | Estable         | A partir de la versió 1.2.1, el suport comercial està disponible per a Europa i Amèrica del Nord. |
| 1.3.0    | 15-juliol-2005     | Desenvolupament | Primera versió que s'executa en Windows i X Mac OS. |
| 1.3.3.5  | 10-novembre-2006   | Estable         | Primera versió estable de la sèrie 1.3.x.x. |
| 1.3.3.7  | 9-gener-2007       | Estable         | Primera versió que s'executa en OS/2. |
| 1.3.3.8  | 15-març-2007       | Estable         | |
| 1.3.4    | 30-maig-2007       | Desenvolupament | El desenvolupament de la versió 1.3.4 es va suspendre a favor de la versió 1.3.5 basada en Qt-4, que tampoc va disposar d'una versió estable. |
| 1.3.5    | 20-abril-2009      | Desenvolupament | Pas a Qt 4 i renovació del codi font. Versió nativa d'Aqua per a Mac OS X. |
| 1.3.3.14 | 28-gener-2010      | Estable         | Última versió estable de la sèrie 1.3.3.x. |
| 1.4.0    | 1-gener-2012       | Estable         | La sèrie 1.4.x és successòria de la sèrie 1.3.3.x, de la qual la versió 1.3.3.14 va ser l'última actualització. |
| 1.4.2    | 14-gener-2013      | Estable         | Hunspell integrat, primera versió de 64 bits disponible per a Windows. |
| 1.4.3    | 31-juliol-2013     | Estable         | Adaptació a Haiku, suport de codis QR. |
| 1.4.4    | 29-maig-2014       | Estable         | S'afegeix l'exportació PDF/X-1a. |
| 1.4.5    | 30-gener-2015      | Estable         | Millores a l'Scripter. |
| 1.5.0    | 25-maig-2015       | Desenvolupament | Importació de documents i gràfics millorada, interfície d'usuari reestructurada, Qt 5.2+ |
| 1.4.6    | 12-gener-2016      | Estable         | Millores en l'exportació de PDF, suport per als modes de mescla de SVG. |
| 1.5.1    | 14-febrer-2016     | Desenvolupament | Noves icones, suport per als models de color CIE-LAB i CIE-HLC, importació RTF i DOCX. |
| 1.5.2    | 17-maig-2016       | Desenvolupament | Nou sistema de disseny de text, suport per a monitors Hi-DPI, accés a més de 300 paletes de colors comercials en format CIE-LAB, opcions avançades de còpia de seguretat i recuperació de fitxers, Qt 5.3+ |
| 1.5.3    | 22-maig-2017       | Desenvolupament | Nou motor de disseny amb suport per a més de 500 idiomes, Qt 5.5+, s'afegeix filtre d'importació per a fitxers KRA de krita. |
| 1.4.7    | 28-abril-2018      | Estable         | Correcció d'errors. |
| 1.5.4    | 28-abril-2018      | Desenvolupament | Suport per al format de paleta de colors CxF i colors espectrals, filtres d'importació (experimentals) per a les versions 3 i 4 dels fitxers QuarkXpress, així com ZonerDraw 4 i 5, Qt 5.6+, Correcció d'errors per a la biblioteca PDF. |
| 1.5.5    | 30-juliol-2019     | Desenvolupament | Millores en la interfície, en la usabilitat i correcció d'errors. |
| 1.4.8    | 3-març-2020        | Estable         | Correcció d'errors. |
| 1.5.6    | 8-novembre-2020    | Desenvolupament | Millores en la interfície, major compatibilitat de fitxers (PDF 1.6). |
| 1.5.6.1  | 14-novembre-2020   | Desenvolupament | Correcció d'un error del corrector ortogràfic. |
| 1.5.7    | 21-abril-2021      | Desenvolupament | Representà un esforç per corregir errors i deixar preparat el codi per a futures versions de Qt. S'introduïren millores en la interfície. |
| 1.5.8    | 23-gener-2022      | Desenvolupament | Es millorà la importació dels formats d'arxiu IDML, PDF, PNG, TIFF i SVG i l'exportació del format PDF. S'augmentà les possibilitats de generar formats de pàgina per defecte en iniciar un document. Es corregiren errors de programari, mentre la tasca principal dels desenvolupadors s'enfocà en portar l'aplicació a Qt 6 perquè esdevingués més senzilla d'actualitzar. |
| 1.6      | 31-desembre-2023   | Estable         | S'afegiren nous fitxers d'importació, es millorà el suport per a les imatges de mapa de bits entre altres millores. |